# 橋口秀一
橋口 秀一（はしぐち しゅういち、1990年11月2日 - ）は、日本のフリーアナウンサー。ニチエンプロダクション所属。

## 来歴・人物
鹿児島県阿久根市出身。
立教大学現代心理学部卒業、同大学院現代心理学研究科博士課程前期課程修了。
日テレ学院受講後、2016年に鹿児島讀賣テレビに入社。2021年6月30日をもって退社。

## 出演
太字は現在出演中の番組。
- KYT news every.かごしま（鹿児島讀賣テレビ）
  - （2016年10月～2018年3月・2020年4月～2021年6月） - スポーツキャスター
  - （2019年4月〜2020年3月） - サブキャスター
- かごピタ（鹿児島讀賣テレビ）
  - （2017年7月～2018年3月） - 温泉リポーター
  - （2018年4月～2021年6月） - ニュースキャスター
- KYTニュース（鹿児島讀賣テレビ、不定期出演）
- 日テレNEWS24（2022年3月12日 - ） - キャスター

### ドラマ
- 連続ドラマW 眼の壁 第3話（WOWOW、2022年7月3日）[4]
- シャイロックの子供たち episode4（2022年11月6日、WOWOW）